# Leucania pudorina
Leucania pudorina là một loài bướm đêm trong họ Noctuidae.